# Federación Aeronáutica Internacional
La Federación Aeronáutica Internacional (en francés, Fédération Aéronautique Internationale, FAI) es un organismo que se dedica a la elaboración de normas y el mantenimiento de registros para la aeronáutica y la astronáutica. También es el órgano rector internacional de los deportes aéreos. Fue fundada en París el 14 de octubre de 1905, siendo naciones fundadoras: Alemania, Bélgica, España (Real Aero Club de España), Estados Unidos, Francia, Reino Unido, Italia y Suiza.

## Actividades
La FAI es el órgano rector internacional de las siguientes actividades, gobernadas por las correspondientes comisiones deportivas:
- Acrobacia aérea(CIVA)
- Aeromodelismo (CIAM)
- Récords astronáuticos (ICARE)
- Aerostación (CIA)
- Aviación general (GAC)
- Vuelo sin motor (IGC)
- Ala delta y parapente (CIVL)
- Ultraligero y paramotor (CIMA)
- Paracaidismo (IPC)
- Giroplanos (CIG)

La FAI establece las normas para los récords de dichas actividades. También establece los reglamentos para los distintos tipos de competición en cada especialidad, de ámbito continental o mundial, así como para los Juegos Aéreos Mundiales, que reúnen a distintas especialidades en un único evento.

## Eventos
La FAI actualmente autoriza, entre otros, los siguientes eventos según la categoría:
- Categoría Powered Aerobatics
  - Campeonato Mundial de Vuelo Acrobático
  - Campeonato de Europa de Vuelo Acrobático
  - FAI Desert Aerobatic Challenge
  - FAI Elite Aerobatic Formula[4]
  - FAI World Grand Prix[5]
  - FAI Al-Ain International Aerobatic Competition

- Categoría Advanced Aerobatics
  - FAI World Advanced Aerobatic Championship
  - FAI European Advanced Aerobatic Championship[6]

- Categoría YAK 52
  - FAI World YAK 52 Aerobatic Championship

- Categoría Glider Aerobatics
  - Campeonato Mundial de Vuelo a Vela
  - FAI European Glider Aerobatic Championship
  - FAI Women's World Gliding Championship

- Categoría Advanced Glider Aerobatic
  - FAI World Advanced Glider Aerobatic Championships
  - European Advanced Glider Aerobatic Contest

Otros eventos que autoriza la FAI se puede ver en el anexo A del documento Naming of FAI Competitions de la FAI.

## Miembros
Los miembros de la FAI son:

### Miembros activos
| País                       | Nombre                                                        | Año de afiliación |
| -------------------------- | ------------------------------------------------------------- | ----------------- |
| Albania                    | Federata Shqiptare e Aeronautikës                             | 2000              |
| Argelia                    | Federation Algérienne Des Sports Aériens                      |                   |
| Argentina                  | Confederación Argentina De Entidades Aerodeportivas           | 1910              |
| Australia                  | Australian Sport Aviation Confederation                       | 1948              |
| Austria                    | Österreichischer Aero Club                                    | 1910              |
| Azerbaiyán                 | Azərbaycan Hava və Ekstremal İdman Növləri Federasiyası       | 2000              |
| Bielorrusia                | Belarusian Federation of Air Sports                           | 1994              |
| Bélgica                    | Royal Belgian Aero Club                                       | 1905              |
| Bosnia-Herzegovina         | Vazduhoplovni Savez Bosne I Hercegovine                       | 1996              |
| Brasil                     | Comissão de Aerodesporto Brasileira                           | 1919              |
| Bulgaria                   | Bulgarski Natsionalen Aeroklub                                | 1934              |
| Canadá                     | Aero Club of Canada                                           | 1931              |
| Chile                      | Federación Aérea De Chile                                     | 1921              |
| China                      | Aero Sports Federation of China                               | 1921              |
| China Taipéi               | Chinese Taipei Aerosports Federation                          | 1990              |
| Colombia                   | Federación Colombiana de Deportes Aéreos "Federaeros"         | 1951              |
| Croacia                    | Hrvatski Zrakoplovni Savez                                    | 1992              |
| Cuba                       | Aviation Club of Cuba                                         | 1927              |
| Chipre                     | Kypriaki Aerathlitiki Omospondia                              | 1961              |
| República Checa            | Aeroklub České Republiky                                      | 1920              |
| Dinamarca                  | Kongelig Dansk Aeroklub                                       | 1909              |
| Egipto                     | Aero Club of Egypt                                            | 1911              |
| Estonia                    | Eesti Lennuspordi Föderatsioon                                | 1938              |
| Finlandia                  | Suomen Ilmailuliitto Ry                                       | 1921              |
| Francia                    | Aero Club de France                                           | 1905              |
| Alemania                   | Deutscher Aero Club e.V.                                      | 1905              |
| Grecia                     | Elliniki Aerathlitiki Omospondia                              | 1931              |
| Guatemala                  | Asociación Guatemalteca de Deportes Aéreos                    | 1953              |
| Hong Kong                  | Hong Kong Aviation Club Ltd                                   | 1977              |
| Hungría                    | Magyar Repülö- és Légisport Szövetség                         | 1910              |
| Islandia                   | Flugmálafélag Íslands                                         | 1937              |
| India                      | Aero Club of India                                            | 1949              |
| Indonesia                  | Federasi Aero Sport Indonesia                                 | 1973              |
| Irlanda                    | National Aero Club of Ireland                                 | 1946              |
| República Islámica de Irán | Kanoone Havanavardiye Iran                                    | 1964              |
| Israel                     | Aero Club of Israel                                           | 1951              |
| Italia                     | Aero Club D'Italia                                            | 1905              |
| Japón                      | Nippon Koku Kyokai                                            | 1919              |
| Jordania                   | Royal Aerosports Club of Jordan                               | 2005              |
| Kazajistán                 | Kazakhstan Air Sports Federation                              | 1994              |
| Kosovo                     | Federata Aeronautike e Kosovës                                | 2015              |
| Kuwait                     | Kuwait Science Club                                           | 1972              |
| Letonia                    | Latvijas Aeroklubs                                            | 1938              |
| Líbano                     | Aero Club du Liban                                            | 1924              |
| Libia                      | Libyan Airsports Federation                                   | 1975              |
| Lituania                   | Lietuvos Aeroklubas                                           | 1931              |
| Luxemburgo                 | Federation Aeronautique Luxembourgeoise                       | 1929              |
| Malasia                    | Persekutuan Sukan Udara Malaysia                              | 1961              |
| Moldavia                   | Federatia De Parapantism Din Republica Moldova                | 1997              |
| Mongolia                   | Mongolian Air Sports Federation                               | 2006              |
| Montenegro                 | Vazduhoplovni Savez Crne Gore                                 | 1922              |
| Marruecos                  | Federation Royale Marocaine De L'Aviation Legere Et Sportive  | 1952              |
| Mozambique                 | Aeroclube De Mocambique                                       | 1986              |
| Nepal                      | Nepal Airsports Association                                   | 2002              |
| Países Bajos               | Koninklijke Nederlandse Vereniging Voor Luchtvaart            | 1909              |
| Nueva Zelanda              | Royal New Zealand Aero Club Inc.                              | 1952              |
| Macedonia del Norte        | Vozduhoplovna Federacija Na Makedonija                        | 1993              |
| Noruega                    | Norges Luftsportforbund                                       | 1909              |
| Pakistán                   | All Pakistan Aero Modelling & Ultralight Association          | 1955              |
| Filipinas                  | 3D Air Sports And Hobbies Association, Incorporated           | 1965              |
| Polonia                    | Aeroklub Polski                                               | 1920              |
| Portugal                   | Aero Club De Portugal                                         | 1913              |
| Catar                      | Qatar Air Sports Committee                                    | 2002              |
| República de Corea         | Daehanmingook Hang Gong Hwe                                   | 1959              |
| Rumanía                    | Federatia Aeronautica Romana                                  | 1923              |
| Rusia                      | Federatsia Avtsionnogo Sporta Rossii                          | 1909              |
| San Marino                 | Federazione Aeronautica Sammarinese                           | 1971              |
| Arabia Saudita             | Saudi Aviation Club                                           | 1997              |
| Serbia                     | Vazduhoplovni Savez Srbije                                    | 1922              |
| Singapur                   | Air Sports Federation of Singapore                            | 1984              |
| Eslovaquia                 | Slovenský národný aeroklub gen. M.R. Štefánika                | 1920              |
| Eslovenia                  | Letalska Zveza Slovenija                                      | 1992              |
| Sudáfrica                  | Aero Club of South Africa                                     | 1938              |
| España                     | Real Aero Club de España                                      | 1905              |
| Suecia                     | Svenska Flygsportförbundet                                    | 1907              |
| Suiza                      | Aero Club Der Schweiz                                         | 1905              |
| Tailandia                  | Royal Aeronautics Sports Association of Thailand              | 1979              |
| Turquía                    | Türk Hava Kurumu                                              | 1925              |
| Túnez                      | Fédération tunisienne d’Aéronautique et d’Aéromodélisme       | 2015              |
| Ucrania                    | Federation of Aeronautical Sports of Ukraine                  | 1992              |
| Emiratos Árabes Unidos     | Emirates Aviation Association                                 | 1980              |
| Reino Unido                | Royal Aero Club of the United Kingdom                         | 1905              |
| Estados Unidos de América  | National Aeronautic Association Of The USA                    | 1905              |
| Uzbekistán                 | Texnik Va Amaliy Sport Turlari Markazi                        | 1995              |
| Venezuela                  | Asociación Venezolana De Los Deportes Aeronauticos (A.V.D.A.) | 1952              |
| Vietnam                    | Hanoi Air Sports Association                                  |                   |

### Miembros asociados
| País          | Nombre                                                                    |
| ------------- | ------------------------------------------------------------------------- |
| Egipto        | Egyptian Sport Parachuting And Aeronautics Federation in Parachuting only |
| Liechtenstein | Modellfluggruppe Liechtenstein Liechtensteinischer Hängegleiter Verband   |
| Omán          | Oman National Free Fall Team                                              |
| Paraguay      | Asociación Paraguaya Paracaidismo Deportivo                               |
| Portugal      | Federaçâo Portuguesa De Aeromodelismo Federaçâo Portuguesa De Voo Livre   |
| Catar         | Qatar Rc Sport Center                                                     |
| Rumanía       | Federatia Romana De Modelism                                              |
| Uruguay       | Asociación Uruguaya De Parapente                                          |

### Miembros afiliados
| Miembro                                                             |
| ------------------------------------------------------------------- |
| African Air Sports Federation                                       |
| Arab Air Sports Federation                                          |
| Asiania Parachute Federation                                        |
| Colpar - Confederación Latinoamericana de Paracaidismo              |
| Europe Airsports                                                    |
| OSTIV - International Scientific and Technical Soaring Organisation |
| Segelflugszene GGMBH - World Air Sports Federation                  |

### Miembros temporales
| País                  | Nombre                                                        |
| --------------------- | ------------------------------------------------------------- |
| Armenia               | National Committee of Aeromodelling And Spacemodelling Sports |
| El Salvador           | Federación Salvadoreña De Paracaidismo y Aerodeportes         |
| Irak                  | Al- Sokoor Aero Club                                          |
| Laos                  | Lao Airsports Club                                            |
| Paraguay              | Asociación Paraguaya Paracaidismo Deportivo                   |
| República Árabe Siria | Syrian Parachute Federation                                   |
| Vietnam               | Hanoi Air Sports Association                                  |

### Miembros suspendidos
| País      | Nombre                                   |
| --------- | ---------------------------------------- |
| Botswana  | Parachute Association Of Botswana        |
| Ecuador   | Club de Aeromodelismo de Quito           |
| Irak      | Iraqi Aero Federation                    |
| México    | Federación Mexicana De Aeronáutica, A.C. |
| Mónaco    | Aero Club de Mónaco                      |
| Palestina | Palestine Air Sports Federation          |
| Perú      | Federación Peruana Aerodeportiva         |

## Presidentes
En la siguiente tabla se muestran los presidentes que ha habido en la organización:
| N. | NOMBRE           | NACIMIENTO                                | FALLECIMIENTO                                       | PACA INFORMACION |
| -- | ---------------- | ----------------------------------------- | --------------------------------------------------- | --- |
| 1  | Clifton Von Kann | Boston, EE. UU., el 14 de octubre de 1915 | el 15 de enero de 2014 en Washington D. C., EE. UU. | ExPresidente Ocupó altos cargos en los militares de EE. UU. y la aviación civil, y presidió la FAI durante dos años entre 1988 y 1990. inscrito el Ejército de los EE. UU. después de graduarse de la Universidad de Harvard en 1937 y sirvió en combate durante la Segunda Guerra Mundial en la artillería. |

## Registro de récords
Entre las responsabilidades de la FAI están la verificación de los récords de vuelo. Para que un vuelo se registre como "récord mundial" tiene que ajustarse a las normas estrictas de la Federación, que incluyen como condición que el registro debe superar el récord previo en un determinado porcentaje. Desde 1930, los aviones militares han dominado algunos récords, tales como de velocidad, distancia, carga útil y altura, aunque otros récords regularmente son reclamados por aviones civiles.
Algunos registros son reclamados por países como marcas propias, a pesar de que sus logros no cumplen con las normas de la FAI.  Por ejemplo, Yuri Gagarin obtuvo el reconocimiento del primer vuelo espacial tripulado (en su nave espacial Vostok 1), a pesar de que no cumplía los requisitos de la FAI. La FAI inicialmente no reconoció el logro porque no fue en la Tierra, pero más tarde reconoció que Gagarin fue el primer humano en volar al espacio. La FAI creó entonces el premio "Medalla Yuri A. Gagarin", con la que han sido galardonados desde 1968 los mejores competidores. 

### Clases
La FAI contempla las siguientes categorías de aeronave:
- Clase A Globos libres
- Clase B Dirigibles
- Clase C Aviones
- Clase D Planeadores y planeadores motorizados
- Clase E Giroplanos
- Clase F Aeromodelos
- Clase G Paracaídas
- Clase H Aviones de despegue y aterrizaje vertical
- Clase I Aviones de propulsión humana
- Clase K Naves espaciales
- Clase M Aviones de ala basculante
- Clase N Aviones de despegue y aterrizaje corto (STOL)
- Clase O Alas delta y parapentes
- Clase P Naves aeroespaciales
- Clase R Ultraligeros, alas delta motorizadas y paramotores
- Clase S Modelos espaciales
- Clase U Vehículos aéreos no tripulados

### Algunos de los récords
| Fecha                                          | Medidas       | Persona                           | Máquina                           | Tipo                                       |
| ---------------------------------------------- | ------------- | --------------------------------- | --------------------------------- | ------------------------------------------ |
| Clase A: Globos libres                         |               |                                   |                                   |                                            |
| 21 de marzo de 1999                            | 40.814 km     | Bertrand Piccard y Brian Jones    | Breitling Orbiter                 | Distancia                                  |
| 4 de mayo de 1961                              | 34.668 m      | Malcolm Ross y Victor Prather     | Winzen                            | Altitud abslouta                           |
| Clase C: Aeroplanos                            |               |                                   |                                   |                                            |
| 11 de febrero de 2006                          | 41.467,53 km  | Steve Fossett                     | Virgin Atlantic GlobalFlyer       | Mayor distancia sin recarga de combustible |
| 28 de julio de 1976                            | 3.529,56 km/h | Eldon Joersz                      | SR-71                             | Velocidad                                  |
| 31 de agosto de 1977                           | 37.650 m      | Alexandr Fedotov                  | MiG E-266M                        | Altitud                                    |
| 22 de octubre de 1938                          | 17.083 m      | Mario Pezzi                       | Caproni 161 bis                   | Altitud: motor de pistón                   |
| Clase D: Planeadores y planeadores motorizados |               |                                   |                                   |                                            |
| 30 de agosto de 2006                           | 15.453 m      | Steve Fossett y Einar Enevoldson  | Glaser-Dirks DG-505M (modificado) | Altitud en planeador                       |
| 21 de enero de 2003                            | 3.008,8 km    | Klaus Ohlmann y Gerhard Marzinzik | Schempp-Hirth Nimbus-4            | Distancia en planeador                     |
| Class R: Microligeros                          |               |                                   |                                   |                                            |
| 14 de febrero de 2002                          | 187 km/h      | Julian Harris and Bob Sharp       | Jabiru UL                         | 3 ejes flight airspeed record.             |

## Premios
Los premios que entrega la FAI son los siguientes:

### Premios generales
- La FAI Gold Air Medal
- La FAI Gold Space Medal
- La FAI Silver Medal
- La FAI Bronze Medal
- La De La Vaulx Medal
- La Louis Blériot Medal
- La Sabiha Gökçen Medal
- La FAI Air Sport Medal
- El Diploma for Outstanding Airmanship
- El Paul Tissandier Diploma
- El Past Presidents Diploma
- El FAI Honorary Group Diploma (Aeronautica)

### Premios individuales según disciplina
- Premios de Aerostación:
  - The Montgolfier Ballooning Diploma
  - The Santos Dumont Gold Airship Medal
- Premios de Aviación general:
  - The Charles Lindbergh General Aviation Diploma
- Premios de Vuelo sin motor:
  - The Lilienthal Gliding Medal
  - The Pelagia Majewska Gliding Medal
  - The Pirat Gehriger Diploma
- Premios de Aeronaves de alas giratorias:
  - The FAI Gold Rotorcraft Medal
- Premios de Paracaidismo:
  - The FAI Gold Parachuting Medal
  - The Leonardo Da Vinci Parachuting Diploma
  - The Faust Vrancic Medal
- Premios de Aeromodelismo:
  - The FAI Aeromodelling Gold Medal
  - The Andrei Tupolev Aeromodelling Medal
  - The Alphonse Penaud Aeromodelling Diploma
  - The Antonov Aeromodelling Diploma
  - The Andrei Tupolev Aeromodelling Diploma
  - The Frank Ehling Diploma
- Premios de Acrobacia aérea:
  - The Leon Biancotto Aerobatics Diploma
- Premios de Astronáutica:
  - The Yuri A. Gagarin Gold Medal
  - The V.M. Komarov Diploma
  - The Korolev Diploma
  - The Odyssey Diploma
- Premios de Ala delta:
  - The Pepe Lopes Medal
  - The FAI Hang Gliding Diploma
- Premios de aviación ultraligera:
  - The Colibri Diploma
  - The Ann Welch Diploma
- Premios de Educación espacial y aviación:
  - The Nile Gold Medal
- Premios de Contructores de aeronaves amateur:
  - The Phoenix Diploma
  - The Phoenix Group Diploma
  - The Henri Mignet Diploma

## Definición de la Línea de Kármán
La FAI define el límite entre la atmósfera de la Tierra y el espacio exterior, la llamada Línea de Kármán, como la altitud de 100 kilómetros (62 millas; 330.000 pies) sobre el nivel del mar de la Tierra.